# Insula San Pietro
Insula San Pietro (în limba tabarchină Uiza de San Pé, în sardă Isula 'e Sàntu Pèdru), este una dintre cele două insule principale ale Arhipelagului Sulcis, situat în largul Peninsulei Sulcis pe coasta de sud - vest a Sardiniei. Are o suprafață de 51 km² (a șasea insulă italiană) și aproximativ 6.100 de locuitori, concentrați în principal în orașul Carloforte, singurul centru locuit al insulei.

## Geografie

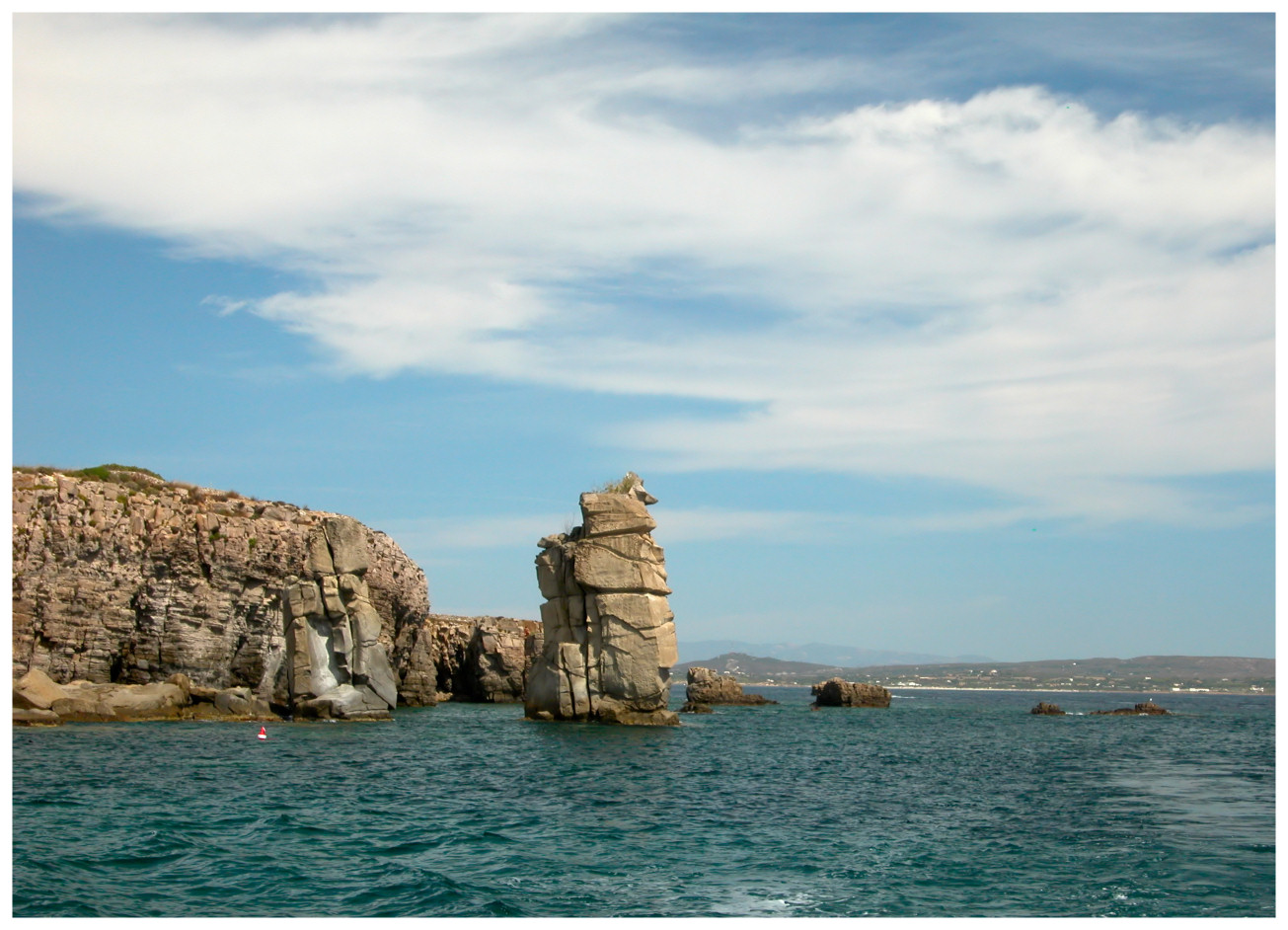
Coloanele Carloforte.

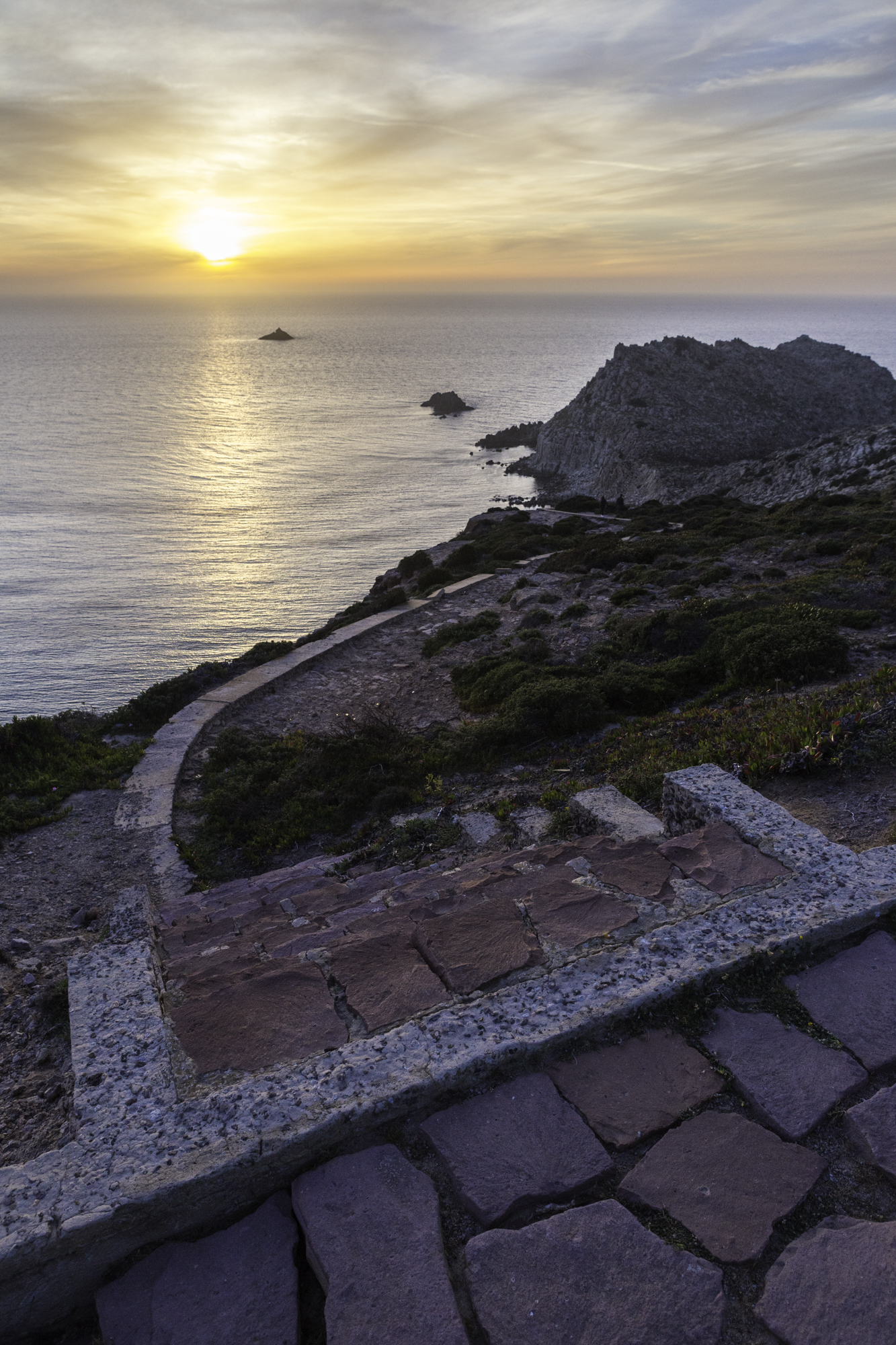
Capo Sandalo la vest de insula San Pietro

Din punct de vedere geologic, insula are o origine vulcanică străveche. Semnele acestei activități (râuri pietrificate de lavă, cratere), deși sunt evidente, datează în principal din Miocenul inferior și includ vulcanite legate de un magmatism acid, conectat la rotația blocului sardo -corsican.                                             Cei 33 km de coastă ai insulei sunt în principal stâncoși. De-a lungul coastelor vestice și nordice, există câteva peșteri, intrări, stânci și piscine naturale cu mai multe plaje mici.                                                   Coasta de vest are stânci cu vedere la mare și este dominată de farul și radiofarul (la numărul 1384) din Capo Sandalo.                                                                   Coasta de est, pe care se află și portul Carloforte, este în schimb joasă, plată și nisipoasă. 
În largul coastei nord-estice, există două insule mici, aparținând municipalității Carloforte; insula minusculă Ratti și Insula Piana mai largă. Pe aceasta din urmă, sunt clădirile care au fost cele mai importante <i>tonnara</i> din Sardinia, transformate acum într-un sat rezidențial și turistic. 
Insula nu are torente sau pâraie. Cu toate acestea, există numeroase iazuri și mlaștini. Internația imediată prezintă o morfologie deluroasă. Cele mai înalte dealuri sunt bricco-ul (muntele) Guardia dei Mori (211 m) și Tortoriso (208 m). 
Insula este presărată cu mici grădini de legume administrate exclusiv de familii, în special în partea de est, protejate de vânturile predominante. Se practică, de asemenea, cultivarea de soiuri diferite de viță de vie (Vitis vinifera), inclusiv o viță de vie autohtonă(il Ramungiò), din smochini și cactusul Opuntia ficus-indica; numai în văile și versanții feriți de mistral sunt posibile cultivări ale altor soiuri de pomi fructiferi. 

### Flora și fauna
Vegetația este de tip maquis, caracterizat prin esențe precum cistus (Cistus), mirt (Myrtus communis), Pistacia lentiscus, Arbutus unedo  și ienupăr (Juniperus) (acesta din urmă, adesea, sub formă de arbore).  
Există, de asemenea, palmierul pitic (Chamaerops humilis) sau palmierul de San Pietro, singurul palmier spontan al Europei, (cu curmalul de Creta (Phoenix theophrasti )).  
Terenurile cele mai aride, stâncoase și impermeabile sunt dominate de garrigă, cu specii precum rozmarinul (Rosmarinus officinalis) și helichrysum (Helichrysum). În locurile cel mai puțin expuse mistralului există păduri naturale de pin de Alep (Pinus halepensis) și stejărișuri (Quercus ilex).  
Există, de asemenea, unele endemisme botanice rare, cum ar fi Astragalus maritimus. 
Pe stâncile cu vedere la mare se cuibărește o mare colonie de șoimi ai reginei (Falco eleonorae), care toamna iernează în Madagascar. Numeroase colonii de păsări acvatice trăiesc în bălți și lagune, inclusiv o mare colonie de flamengo roz (Phoenicopterus roseus). Pe insulă există o specie de gândac unic în lume, Cicindela campestris saphyrina. 
În perioada cuprinsă între 15 mai și 15 iunie, când tonul trece de-a lungul coastelor insulelor Sant'Antioco și San Pietro, se realizează „calata della tonnara”, adică exploatarea colectivă tradițională a tonului roșu ( Thunnus thynnus).

### Climă

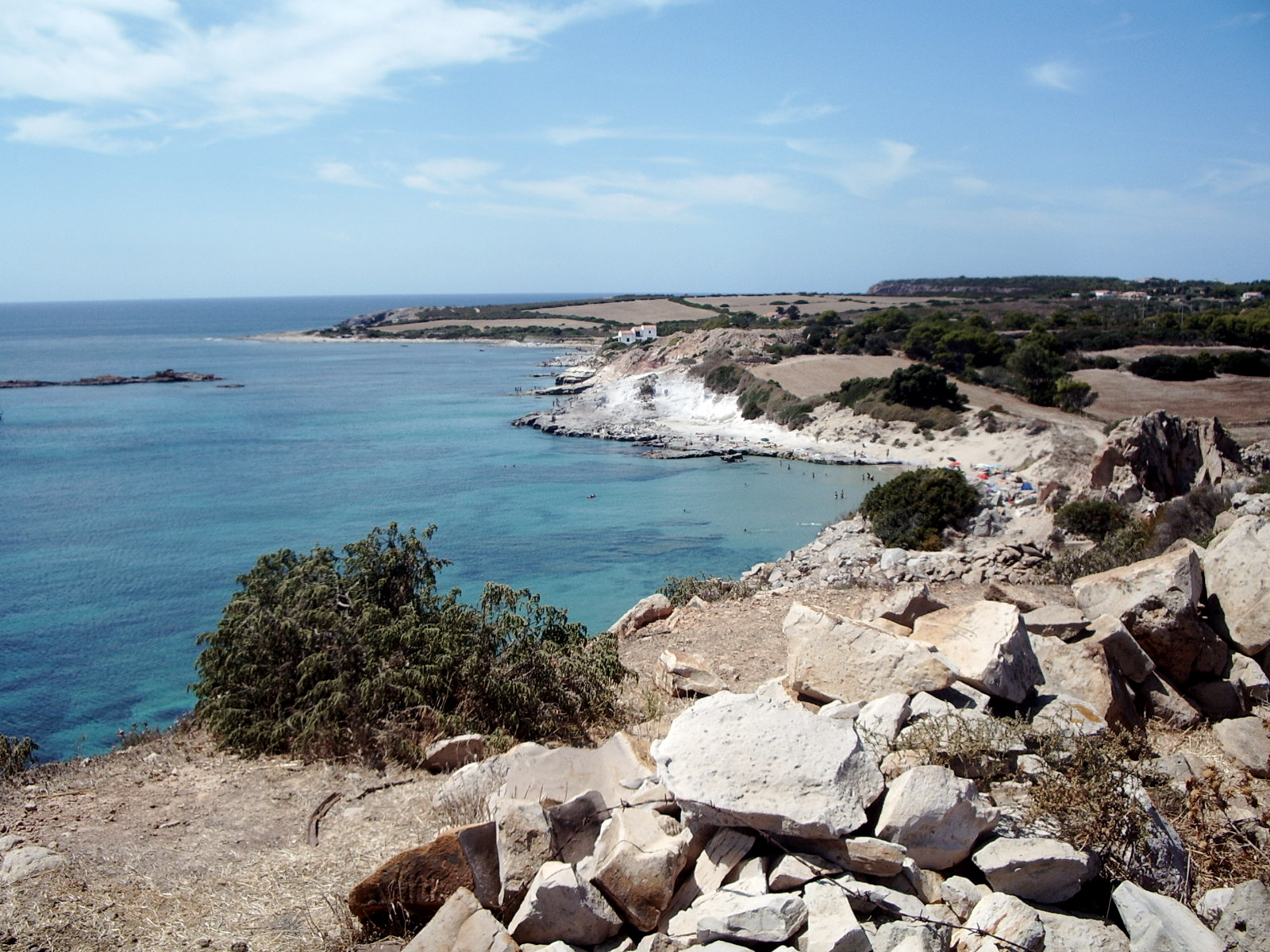
Plaja din sudul insulei.

Clima este răcoros-călduță și umedă iarna, în timp ce este întotdeauna caldă, însorită și aridă vara. Marea are un efect atenuant asupra temperaturilor maxime și minime pe tot parcursul anului. 
Cea mai mare parte a vegetației și a florilor spontane înflorește în timpul iernii și, în general, din ianuarie până în aprilie, când insula capătă un aspect verde, atât la speciile erbacee cât și la cele arbustive. Vara botanică începe în mai. 
Vântul dominant este mistralul, dinspre nord-vest, care poate atinge viteze de peste 100 km/h, provocând furtuni impetuose care mătură coastele insulei în partea sub vânt, mai ales pe timp de iarnă.                    Al doilea vânt ca importanță este sirocco, dinspre sud-est. Acest lucru face necesară împărțirea insulei în două: cea sub vânt (partea vestică), expusă vânturilor violente de iarnă, puțin locuite și în stăpânirea arbuștilor spontani, și o parte (spre est) locuită și mai bogată în vegetație.                                                          Condițiile meteorologice dificile determină uneori suspendarea conexiunilor maritime cu portul Portovesme, de pe coasta Sardiniei vecine. În aceste cazuri, de obicei, legătura cu portul Calasetta, de pe insula Sant'Antioco, este încă activă, datorită expunerii mai scăzute a rutei la vânturile predominante. Insula Sant'Antioco este conectată cu Sardinia printr-un istm creat de un pod rutier. Cu Calasetta există și legături pe timp de noapte. 
Precipitațiile medii anuale sunt relativ scăzute, ajungând la 390-400 de milimetri, ele apărând mai ales toamna și iarna. 

## Istorie
Insula a fost locuită de om încă din cele mai vechi timpuri. Fenicienii au numit-o „ Enosim ” sau „ Inosim ”, în timp ce pentru greci era „ Hieracon Nesos ” și pentru romani „ Accipitrum Insula ” (Insula vrăjilor sau Insula șoimilor). Numele derivă din prezența unui șoim mic migrator, șoimul reginei, care este prezent și cuibărește într-o colonie numeroasă, protejată cu atenție, pe stâncile de coastă inaccesibile și abrupte. 
Frecventarea fenicienilor, a sardinilor și, mult mai târziu, a romanilor a lăsat pe insulă vestigiile preistorice ale acestor culturi, în special morminte, similare cu cele ale insulei vecine Sant'Antioco și coasta sardă Sulcis.                                                        Începând cu anul 1738, pe insulă, pe atunci nelocuită, a venit o populație de limbă și origini liguriene din Tabarka, o mică insulă tunisiană, unde, în 1542, aproximativ trei sute de familii din Pegli și împrejurimi au debarcat la cererea familiei Lomellini, o familie nobilă genoveză care reușise să obțină o concesiune de la împăratul Carol Quintul pe acel mic teritoriu pentru a practica pescuitul de corali și comerțul în general.  
Descendenții coloniștilor din Tabarka constituie practic populația actuală, vorbind într-o mare prevalență limba de origine ligurică numită tabarchină. Limba și originile sunt aceleași cu ale populației din Calasetta, supusă în 1770 unei colonizări similare a populației de aceeași origine, în partea contiguă a insulei Sant'Antioco. Isla de Nueva Tabarca, din largul orașului Alicante, în Spania, este, de asemenea, strâns legată de același eveniment. 
Întemeierea orașului Carloforte pe insula San Pietro a fost dedicată regelui Carlo Emanuele al III-lea de Savoia, promotorul colonizării; numele insulei este destul de vechi și a fost ales ca referire la devotamentul populației față de Sfântul Petru care, potrivit unei legende, a ajuns acolo în anul 46.

## Geografie politică
Administrativ, întregul teritoriu aparține municipalității Carloforte, singurul centru locuit al insulei. Conexiunile maritime cu insulele apropiate Sant'Antioco și Sardinia, atât ziua cât și noaptea, sunt frecvente și sunt operate cu feribotul . Orașul Carloforte este situat pe coasta de est a insulei, care pare a fi cel mai puțin expus vântului predominant. 
Din motive culturale (de coeziune socială), ținutul nu are diviziuni, teritoriul din partea de est a insulei (ferit de vânturile predominante) are numeroase case împrăștiate. 
Portul Carloforte, care a avut o importanță considerabilă în trecut pentru traficul, în special de minerale și sare, este dotat astăzi cu echipamente pentru bărci de agrement, este întins, confortabil și bine protejat. 